# Edward Alexander Newell Arber
 (février 2024).
Si vous disposez d'ouvrages ou d'articles de référence ou si vous connaissez des sites web de qualité traitant du thème abordé ici, merci de compléter l'article en donnant les références utiles à sa vérifiabilité et en les liant à la section « Notes et références ».
Edward Alexander Newell Arber, né le 5 août 1870 à Londres et mort le 14 juin 1918 à Cambridge, est un botaniste et paléontologue anglais.